# Giuseppe Geraci
Giuseppe Geraci (Corigliano Calabro, 29 agosto 1948) è un politico italiano.

## Biografia
Alle elezioni politiche del 2001 è eletto deputato con la lista Abolizione scorporo collegata a Alleanza Nazionale. Dal 2001 al 2003 è stato membro della I Commissione affari costituzionali e dal 2001 al 2006 della IV Commissione difesa.